# Flugmodus (Film)
Flugmodus ist eine brasilianische Komödie von César Rodrigues nach einem Drehbuch von Alberto Bremmer, geschrieben von Renato Fagundes und Alice Name-Bomtempo. Darin sind Larissa Manoela, Erasmo Carlos, Katiuscia Canoro, André Luiz Frambach und Dani Ornellas zu sehen. Die deutschsprachige Synchronisation entstand unter der Dialogregie von Debora Weigert durch die Synchronfirma SDI Media Germany in Berlin.

## Handlung
Flugmodus erzählt die Geschichte der jungen Ana, die Modedesign studiert und davon träumt, eine große Stylistin zu werden. Aber sie ließ alles stehen und liegen, um Influencerin einer berühmten Marke namens True Fashion zu werden, die von Carola geleitet wird.
Ana verbringt so viel Zeit damit, Bilder und Videos zu veröffentlichen, um für die Marke zu werben, dass sie ihr Handy nicht einmal beim Fahren weglegt. Eines Tages hat sie einen Autounfall, und von diesem Moment an ist die junge Frau gezwungen, sich von den sozialen Medien fernzuhalten. Ana landet auf dem Bauernhof ihres Großvaters Germano, wo sie eine digitale Entgiftung durchlaufen muss.
Dort wird Ana zusammen mit João und seiner Mutter Antônia, die eine Autowerkstatt in der Region besitzt, dem Großvater helfen, seinen alten Ford Mustang zu reparieren. Während dieser Zeit auf dem Land wird Ana einige Geschichten über ihre Familie herausfinden und einen Weg der Selbsterkenntnis beginnen.

## Rezension
„Für ein Teenie-Publikum, das am Ende nur sehen will, wie die schöne Influencerin den schönen Landjungen bekommt, wird das reichen. Der Rest kann sich Flugmodus sparen, dessen bester Einfall noch der Filmtitel war.“

„Formelhafte Komödie um einen ‚Culture Clash‘ von Städterin und ‚Landeiern‘, der seine durch und durch vorhersehbare Geschichte durch blasse Charaktere und mangelnden Esprit in der Inszenierung nicht spannender macht.“